# Лудовико I од Салуца
Лодовико I од Салуца (Салуцо, 1405 – Салуцо, 15. април 1475. године) је био маркиз од Салуца. Са својих 59 година на трону успоставио је једну од најдужих владавина у планетарној историји.

## Биографија
Био је син маркиза Томаса III од Салуца и његове жене Маргерите од Пјерпон-Русија. Лудовико није одмах управљао државом, јер је имао само девет година када му је отац умро. Његов старији полубрат Валерано ди Салуцо био је намесник до његовог пунолетства, након чега је Лудовико преузео власт над државом већи део 15. века, доводећи маркизат до његовог највећег сјаја.
Увек је одржавао одличне односе са свим својим суседима, пре свега са Савојом (добио је чин поручника над територијом војводства). Године 1436. оженио се Изабелом Палеолог (1419-1475), ћерком маркиза од Монферата Јована Јакова. Године 1446. постао је и поручник Монферата. Са своје неутралне тачке гледишта у свим околностима, постао је идеалан арбитар између венецијанског, фирентинског и миланског спора.
Када је Ђенова 1458. године, била потчињена француском краљу Шарлу VII, маркиз Лудовико I је изабран за гувернера града, али је он то одбио и Ђовани од Калабрије је изабран за намесник.
Лудовиковом смрћу 1475. године окончан је најславнији период у економској и политичкој историји Салуца: његов син Лудовико II преузео је власт, али је богатство маркиза убрзо почело да се мења.

## Брак и деца
Маркиз Лудовико I од Салуца се оженио 7. августа 1435. године, Изабелом Палеолог од Монферата и Савоје (1419-1475), ћерком маркиза Јована Јакова од Монферата и унуком маркиза Теодора II од Монферата, била је потомак краљева Мајорке и краља Арагона, имали су деветоро деце:
- Лудовико II, гроф од Кармањоле, маркиз од Салуца и вицекраљ Напуља (1438-1504);
- Федерико († 1481. године), бискуп Карпентраса од 1476. до смрти;
- Маргарета († 1478. године);
- Ђан Ђакомо († 1512. године);
- Антонио († Сан Секундо, 1482. године), барон д'Антон, који је пао у опсади Сан Секунда током Рата Црвених;
- Карло Доменико († 1510. године), опат Санта Мариа ди Стафарда, Касанова дел Вилар Сан Костанцо ин Салуцо, Сан Пиетро дел'Олмо;
- Бјанка († 1487. године), која се удала за Виталијана II Боромеја (1451-1493);
- Амедеа;
- Луиза.

Маркиз Лудовико I од Салуца је такође имао двоје ванбрачне деце:
- Томасо, штитоноша, господар Бонвичина, који се оженио Лусијом Бернезо, ћерком и наследницом Ђована Филипа, господара Росане;
- Пјетро († после 16. септембра 1535. године), апостолски протонотар, господар Сан Ђорђа ди Монферата.

## Почасти
- Витез Врховног реда Сантисима Анунцијата.